# 13小時：班加西的秘密士兵
是一部於2016年上映的美國傳記動作戰爭電影，由麥可·貝執導，查克·霍根編劇，劇情改編自米切爾·察考夫於2014年出版的書籍《13小時》。該片由詹姆斯·貝吉·戴爾、約翰·卡拉辛斯基、馬克斯·馬丁尼、托比·史蒂芬、帕布羅·施萊伯、大衛·丹曼、多米尼克·福穆薩和佛瑞迪·史卓瑪等人主演，敘述911襲擊事件過後的11週年紀念日，伊斯蘭恐怖組織在2012年9月11日襲擊班加西的美國領事館，由六名中央情報局約聘私人軍事服務公司組成的安全小組駐紮於班加西捍衛美國公民的故事。
電影2015年4月27日在馬爾他開拍。派拉蒙影業將本片定檔2016年1月15日在美國上映。

## 劇情
2012年，利比亞的班加西被列為世上最危險的地區之一，各國因擔憂遭受攻擊而將外交部門撤出班加西。儘管如此，美國仍在班加西設立外交駐點（非正式領事館）。外交駐點外一英里處有個秘密的中情局（CIA）工作站，由全球應對人員（GRS）保衛。一天，傑克·席維亞（Jack Silva）前往班加西，加入GRS小隊。GRS小隊的主要成員包含泰羅恩·S·「羅恩」·伍茲、馬克·「奧茲」·蓋斯特（Mark "Oz" Geist）、約翰·「提格」·提根（John "Tig" Tiegen）、克里斯·「坦托」·帕倫多及戴夫·「布恩」·班頓。隨後，美國大使約翰·史蒂文斯抵達班加西，在政亂與社會動亂中維持外交關係。儘管受到警告，史蒂文斯依舊決定留下。他的人身安全由美國外交安全局（DSS）特務史考特·威克蘭與大衛·厄賓及來自當地的民兵「2月17日烈士旅」負責。
在911襲擊事件11週年的早晨，史蒂文斯發現有可疑男子在拍攝工作站。席維亞得知他的妻子懷孕了。當晚，利比亞伊斯蘭教法團安薩爾旅的一群武裝份子襲擊了外交駐點，2月17日烈士旅很快就棄械投降，武裝份子大舉攻佔駐點。威克蘭帶著史蒂文斯與西恩·史密斯躲進安全房。武裝份子無法攻進房間，便放火打算熏死三人，威克蘭成功逃脫，但史蒂文斯與史密斯則未能逃出火海。工作站的GRS小隊試圖支援駐點，但被站長拒絕。站長擔心此舉會使該秘密工作站曝光。
GRS小隊與DSS特務會合。席維亞與伍茲衝進建築物中，試圖救出約翰·史蒂文斯，但最終只找到了史密斯的屍體。DSS特務與GRS小隊先後撤回工作站。在得知武裝份子即將大舉攻來後，工作站的CIA成員向各個單位求援。唯一能伸出援手僅剩來自的黎波里的GRS官員葛蘭·「布伯」·杜赫提。杜赫提組織了一個小組，在被一再拖延後搭上飛機前往班加西。同時，武裝份子開始向工作站進攻，GRS小隊展開反擊，擊退了第一波的武裝份子後。隨後，的黎波里的援軍抵達，準備將人員送往機場。武裝份子發動了一波迫擊砲攻勢；蓋斯特的左手部分被炸斷。打算去救蓋斯特的伍茲被另一發迫擊砲炸死。杜赫提被一發直接落在他面前的迫擊炮炸死。
因GRS小隊失去許多成員，工作站變得岌岌可危。這時，有一組火力強大的車隊往工作站逼近。工作站內的人員以為這組車隊是武裝份子的，打算做出最後反擊；但眾人隨後發現，該車隊其實是利比亞防衛部隊的，目的是要營救工作站的人員。他們亦得知，約翰·史蒂文斯被利比亞人發現並送醫，但最終仍死在醫院，死因為被濃煙嗆死。在機場，工作站的人員與負傷的蓋斯特登上了飛往的黎波里的飛機，而倖存的GRS小隊成員則與史蒂文斯、史密斯、伍茲及杜赫提的屍體一同等待下一班飛機。片尾播出了一些真實照片，並敘述了一些後續的事情。倖存的GRS小隊成員在事後皆獲得授勳，並辭去GRS小隊的工作，返鄉與家人一同生活。

## 演員
- 詹姆斯·貝吉·戴爾[4]飾演泰羅恩·S·「羅恩」·伍茲（英语：Tyrone S. Woods），全球應對人員（GRS）指揮官，前海豹特種部隊隊員。
- 約翰·卡拉辛斯基[5]飾演傑克·席維亞，全球應對人員（GRS）隊員，前海豹特種部隊隊員。
- 馬克斯·馬丁尼[6]飾演馬克·「奧茲」·蓋斯特，全球應對人員（GRS）隊員，前海軍陸戰隊員。
- 多米尼克·福穆薩飾演約翰·「提格」·提根，全球應對人員（GRS）隊員，前海軍陸戰隊員。
- 帕布·羅薛伯[7]飾演克里斯·「坦托」·帕倫多（英语：Kris Paronto），全球應對人員（GRS）隊員，前美國陸軍遊騎兵。
- 大衛·丹曼[7]飾演戴夫·「布恩」·班頓（英语：Dave "Boon" Benton），全球應對人員（GRS）隊員，前海軍陸戰隊狙擊手。
- 托比·史蒂芬飾演葛蘭·「布伯」·杜赫提，全球應對人員（GRS）和和維安團隊軍官[8]。
- 馬特·萊斯切爾飾演約翰·史蒂文斯，美國大使[9]。
- 佛瑞迪·史卓瑪飾演臥底於利比亞的CIA特工[10]
- 大衛·科斯塔比萊（英语：David Costabile）飾演行政主管
- 亞歷克西婭·巴爾利耶（英语：Alexia Barlier）飾演索娜·吉拉尼
- 安德烈·克勞德飾演子彈帶，民兵組織的領導人，發起對在班加西美國大使館和美國CIA駐紮處的襲擊。

## 製作

### 發展
2014年2月10日，宣布，派拉蒙影業正在與3 Arts Entertainment會談取得米切爾·察考夫的書籍《13小時》的電影改編權，並由爾文·史托夫監製。查克·霍根擔任編劇，是根據2012年9月11日晚間發生的2012年班加西襲擊的真實事件小說作改編，而電影主要敘述由六名士兵組成的護衛隊駐紮於班加西對抗敵人的故事。2014年10月29日，麥可·貝被選作本片的導演。
2015年1月14日，約翰·卡拉辛斯基加入劇組擔任主演並飾演一名美國海豹部隊隊員。2月3日，帕布·羅薛伯簽約參演，飾演六人維安團隊中的一人。2月6日，詹姆斯·貝吉·戴爾被選為團隊中的領導者。馬克斯·馬丁尼於2015年2月17日加入片中飾演團隊成員之一。3月3日，大衛·丹曼簽約飾演一名狙擊手。2015年3月5日，據《好萊塢報導》，多米尼克·福穆薩也參演了電影，在當中詮釋一位前海軍武器專家和六人小隊成員之一。3月17日，佛瑞迪·史卓瑪將飾演於利比亞臥底的CIA特工。托比·史蒂芬於5月7日加入劇組，飾演全球應對人員（GRS）和團隊成員之一。

### 拍攝
攝製於2015年4月27日在馬爾他和摩洛哥進行。在此之前的3月，劇組曾於馬爾他的塔加利搭景。

## 發行
2015年6月30日，派拉蒙宣布，電影正式標題為《13 Hours: The Secret Soldiers of Benghazi》，並定於2016年1月15日的馬丁·路德·金紀念日釋出。2016年1月12日，影片在德克萨斯州阿灵顿AT&T体育场首映。

### 評價
《13小時：班加西的秘密士兵》獲得了褒貶不一的評價。爛番茄根據195篇專業影評持有50%的評級，平均得分5.5／10；該網站共識：「《13小時：班加西的秘密士兵》對麥可·貝來說是成熟內斂的努力，儘管它的故事沒有完全擁有根據事實的效用」。Metacritic得分48，IMDB得7.3，評價兩極。《西雅圖時報》的索倫·安德烈森從滿分四星中給了電影三星的評價，他批評電影缺乏鮮明的角色，但《13小時》整體來說是「引人入勝」。
利比亚人民强烈谴责影片。许多人认为他们拯救美国大使的贡献受到忽视。利比亚外交部发言人萨拉赫·贝尔纳巴（Salah Belnaba）批评影片对利比亚人民的描绘“狂热、无知”。利比亚文化和信息部长奥马尔·加瓦里里（Omar Gawaari）同样批评电影：“影片将没能拯救大使的美国探员当成英雄”，并补充道，“迈克尔·贝将美国保护动荡地区公民的失败转化成完全描绘美国英雄主义的典型动作片。”

### 票房
據初步預測，電影將在四天內的首週末獲得2000萬美元的票房。而電影也會和新片《一路前行2》與先前上映的《神鬼獵人》、《STAR WARS：原力覺醒》共同競爭。美國首週末票房為592萬美元位於當週第四。
| 上一届： 《第五毀滅》 | 2016年台灣週末票房冠軍 第5周 | 下一届： 《大尾鱸鰻2》 |
| 上一届： 《第五毀滅》 | 2016年台北週末票房冠軍 第5周 | 下一届： 《大尾鱸鰻2》 |

## 历史谬误
影片最备受争议的一幕是中情局班加西主管“鲍勃”告诉当地等待保卫大使馆许可的军方探员“休整”，从而否认他们的许可。真正的中情局主管表示没有休整命令。两党共建的参议院情报委员会调查发现“没有基地主管或其它方故意拖延或干扰的证据”，支持了他的说法。不过，《国家评论》时事评论员大卫·F·芬奇批评参议院委员会引用大量个人证词形式的“休整”命令证据，只不过选择采用相反的证词推翻影片说法。
参与行动的中情局約聘人员克里斯·“坦托”·帕伦多表示：“我们被告知‘休整’。这些词100%准确。如果事实上有可能影响到某人的仕途？好吧，我很抱歉，的确是。”影片刻画的中情局基地主管直接批驳帕伦多的说法，声称“从未有过休整命令......我从未事后猜测队伍将离开。”
此外，对空中支援的描绘也颇具争议。众议院军事委员会报告显示空中支援无法使用，或者说来得太晚无法发挥作用。芬奇则为影片空中支援的描写辩解称，尽管那时不能投放资源，但空中支援本来就动荡不安的利比亚，本身很“荒谬”。2016年7月，共和党主导的众议院班加西特别委员会发布的报告囊括的多份证词，暗示美军可以派出援手，但没收到指示。报告表明国防部没有提供当晚可用军备的许可清单。
美国保守派专栏作家德莫瑞·默多克写道，影片证实其总统巴拉克·奥巴马和国务卿希拉里·克林顿最初在事发数周后谴责YouTube影片《穆斯林的无知》时撒了谎的个人看法。影片引发全球穆斯林的抗议，奥巴马等人于是公开宣称班加西袭击是示威导致的。默多克注意到，影片描绘的反而是“清楚自己要干什么的精英圣战分子”发动袭击。

## 榮譽
該片於第89屆奧斯卡金像獎上入圍了最佳混音獎（格雷格·P·羅素、蓋瑞·薩默斯、傑佛瑞·J·哈伯許和麥克·魯夫），但四人中的格雷格·P·羅素則因違反規定而遭取消提名。

## 外部連結
- 官方网站
- 互联网电影数据库（IMDb）上《13小時：班加西的秘密士兵》的资料（英文）
- Box Office Mojo上《13小時：班加西的秘密士兵》的資料（英文）
- 豆瓣电影上《13小時：班加西的秘密士兵》的資料 （简体中文）
- 爛番茄上《13小時：班加西的秘密士兵》的資料（英文）
- Metacritic上《13小時：班加西的秘密士兵》的資料（英文）